# Найтавош (Міннесота)
Найтавош (англ. Naytahwaush) — переписна місцевість (CDP) в США, в окрузі Меномен штату Міннесота. Населення — 504 особи (2020).

## Географія
Найтавош розташований за координатами 47°16′30″ пн. ш. 95°37′40″ зх. д. / 47.27500° пн. ш. 95.62778° зх. д. (47.274921, -95.627671).  За даними Бюро перепису населення США в 2010 році переписна місцевість мала площу 8,49 км², з яких 7,52 км² — суходіл та 0,97 км² — водойми.

## Демографія
Згідно з переписом 2010 року, у переписній місцевості мешкало 578 осіб у 161 домогосподарстві у складі 126 родин. Густота населення становила 68 осіб/км².  Було 178 помешкань (21/км²).
Расовий склад населення:
| - 93,4 % — корінних американців - 3,1 % — білих |

До двох чи більше рас належало 3,3 %. Частка іспаномовних становила 2,1 % від усіх жителів.
За віковим діапазоном населення розподілялося таким чином: 41,5 % — особи молодші 18 років, 52,3 % — особи у віці 18—64 років, 6,2 % — особи у віці 65 років та старші. Медіана віку мешканця становила 22,6 року. На 100 осіб жіночої статі у переписній місцевості припадало 103,5 чоловіків;  на 100 жінок у віці від 18 років та старших — 102,4 чоловіків також старших 18 років.
Середній дохід на одне домашнє господарство  становив 32 463 долари США (медіана — 23 750), а середній дохід на одну сім'ю — 30 213 долари (медіана — 20 893). Медіана доходів становила 22 500 доларів для чоловіків та 24 750 доларів для жінок. За межею бідності перебувало 59,2 % осіб, у тому числі 72,2 % дітей у віці до 18 років та 37,5 % осіб у віці 65 років та старших.
Цивільне працевлаштоване населення становило 123 особи. Основні галузі зайнятості: освіта, охорона здоров'я та соціальна допомога — 36,6 %, мистецтво, розваги та відпочинок — 35,0 %, роздрібна торгівля — 12,2 %, публічна адміністрація — 5,7 %.